# ویلیمپنتا
ویلیمپنتا (به ایتالیایی: Villimpenta) یک کومونه در ایتالیا است که در استان منتووا واقع شده‌است. ویلیمپنتا ۱۵٫۰ کیلومتر مربع مساحت و ۲٬۲۴۵ نفر جمعیت دارد.